# Nahbedienbereich
Ein Nahbedienbereich oder Nahstellbereich ist im Bahnbetrieb ein stellwerksbedienter Stellbezirk, der vorübergehend zur Ortsbedienung freigegeben werden kann.
Dabei wird bei Bedarf die fahrdienstliche Verantwortung für Rangierfahrten im Nahbedienbereich vom Stellwerkspersonal an das Rangierpersonal vor Ort abgegeben. Das Rangierpersonal kann selbstständig den Fahrweg einstellen und dort auf Sicht rangieren. Dazu sind vor Ort Bedienstellen (z. B. Rangierpult, Rangierstellwerk, Stellbude, Stellsäule, Stellständer) angebracht, mit denen bei eingeschaltetem Nahbedienbereich die Weichen bedient werden können.
Nahbedienbereiche werden hauptsächlich bei ferngesteuerten Stellwerken eingesetzt und können sowohl in Nebengleise, als auch in Hauptgleisen eingerichtet werden. Bei eingeschaltetem Nahbedienbereich muss der Flankenschutz zum stellwerksbedienten Bereich durch verschlossene Schutzweichen sichergestellt werden. So können keine Zug- oder Rangierfahrten zwischen dem Nahbedienbereich und dem stellwerksbedienten Bereich stattfinden.
Nahbedienbereiche dürfen jedoch nicht mit Rangierbereichen mit ortsbedienten Weichen oder elektrisch ortsgestellen Weichen (EOW) verwechselt werden, da dort die fahrdienstliche Verantwortung immer beim Rangierpersonal liegt.

## Bedienung
Nach einer fernmündlichen Abstimmung zwischen den Beteiligten kann das Rangierpersonal an der örtlichen Bedienstelle die Nahbedienung anfordern. Daraufhin schaltet das Stellwerkspersonal den Nahbedienbereich an. Alle Weichen des Grenz-Flankenschutzes laufen automatisch um und werden in Schutzlage verschlossen.
Je nach Örtlichkeit können die elektrischen Weichen zentral z. B. von einem Rangierstellwerk oder dezentral mit Stellsäulen an jeder Weiche gestellt werden. Bei älteren Relaisstellwerken wurden teilweise zentrale Bedienstellen verwendet, mit denen Rangierfahrstraßen von einem örtlichen Bediener eingestellt werden konnten. Dazu wurden, soweit vorhanden, die Gleisfreimeldeanlage und die Sperrsignale des Nahbedienbereichs genutzt. Bei modernen Anlagen werden in der Regel die Weichen einzeln mittels Stellsäulen gestellt. Damit der Triebfahrzeugführer die Stellung der Weichen erkennen kann, sind die Weichen mit Weichensignalen ausgerüstet. Da dort ohne Rangierfahrstraßen rangiert wird, werden die Haupt- und Sperrsignale betrieblich ausgeschaltet und zeigen Kennlicht.
Nach Abschluss der Rangiertätigkeiten gibt das Rangierpersonal mit einer Fertigbedienung den Nahbedienbereich an das Stellwerkspersonal zurück. Es können wieder Zug- und Rangierstraßen vom Stellwerkspersonal eingestellt werden.